# Fabrice Serrano
Fabrice Serrano, né le 11 mars 1971 à Bron, dans le Rhône, est un joueur et entraîneur français de basket-ball. Il évolue au poste de meneur.

## Palmarès
- Champion de France Pro B en 1991 et 2001 et Nationale 2 en 1990 et 1996
- Meilleur entraîneur des centres de formation 2010-2011